# Mirreyes contra Godínez 2: El retiro
Mirreyes contra Godínez 2: El retiro es una película de comedia mexicana de 2022 dirigida por Chava Cartas. Está protagonizada por Daniel Tovar, Regina Blandón, Alejandro de Marino y Diana Bovio. Es la secuela de la película de 2019 Mirreyes vs Godínez y fue estrenada por Vix+ el 21 de julio de 2022.

## Reparto
- Daniel Tovar como Genaro González
- Regina Blandón como Michelle Kuri
- Alejandro de Marino como Shimon
- Diana Bovio como Nancy
- Christian Vázquez como Conan
- Roberto Aguire como Ricardo
- Gloria Stalina como Sofía
- Michelle Rodríguez como Goyita
- Tomás Rojas como Arquímedes
- Roberta Damián como Lua
- Carlos Ballarta como El Tímido
- Dominika Paleta como Katia San Martín
- Claudia Ramírez como Emilia Kuri
- César Bono como Vicente
- Daniel García como Urrutia
- Mario Monroy como Oficial de policía

## Producción
El 31 de octubre de 2019, se confirmó que se había dado luz verde a una secuela de Mirreyes vs Godínez y la fotografía principal comenzó en febrero de 2020. La producción de la película se suspendió después de cinco días de filmación como medida de seguridad debido a la pandemia de COVID-19. El rodaje concluyó a principios de 2022.

## Lanzamiento
La película fue estrenada el 21 de julio de 2022 por Vix+.